# Перфорація шлунково-кишкового тракту

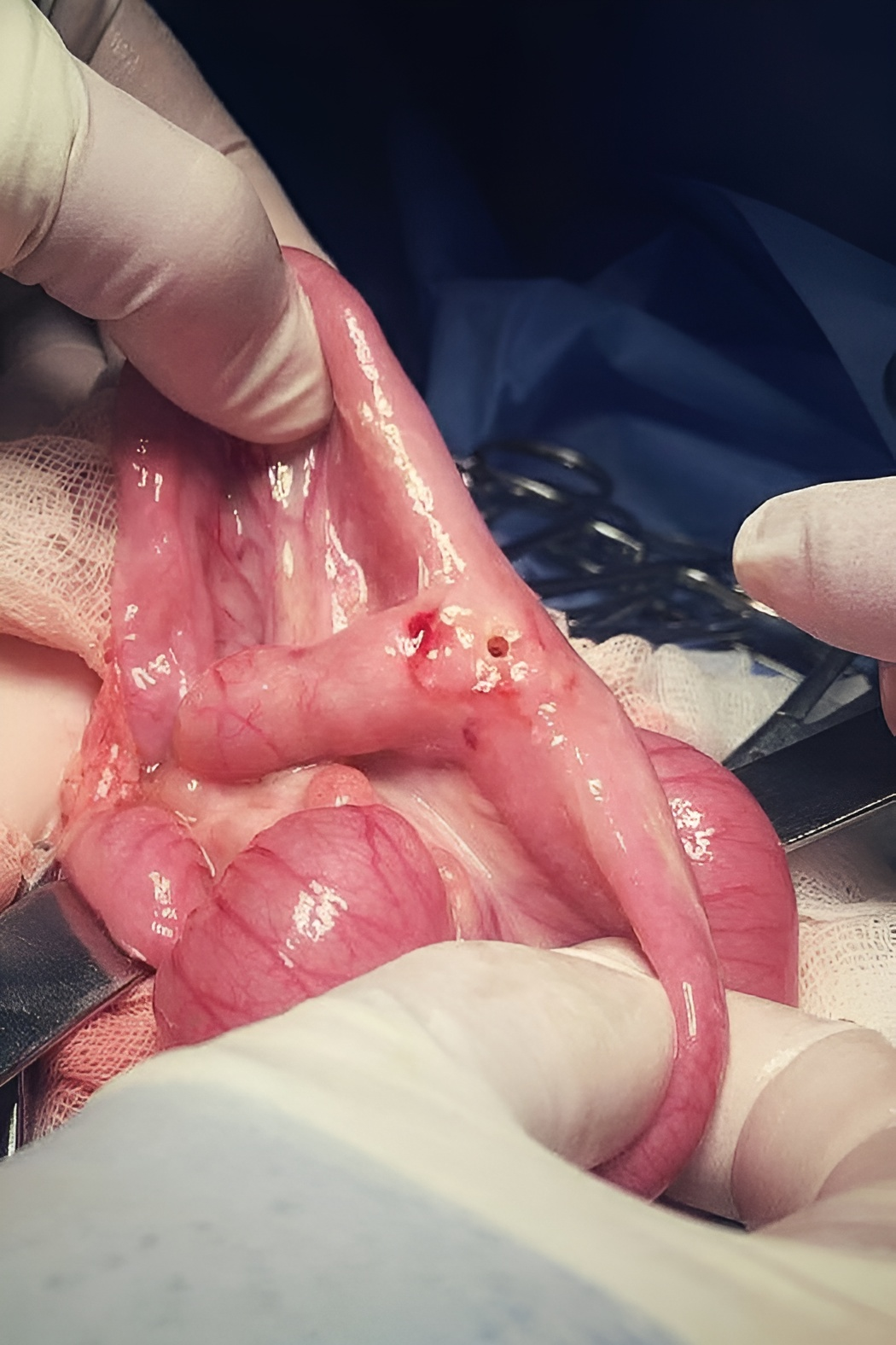
Перфорація дивертикула Меккеля

Перфорація шлунково-кишкового тракту, також відома як розрив кишки, являє собою отвір у стінці частини шлунково-кишкового тракту. Шлунково-кишковий тракт включає стравохід, шлунок, тонку і товсту кишку.
Симптоми включають сильний біль у животі та чутливість. Коли отвір знаходиться в шлунку або ранній частині тонкої кишки, біль, як правило, виникає раптово, тоді як при отворі в товстій кишці початок може бути більш поступовим. Біль зазвичай має постійний характер. Може виникнути сепсис із збільшенням частоти серцевих скорочень, збільшенням частоти дихання, підвищенням температури та сплутаністю свідомості.
Причиною може бути травма, як-от ножове поранення, вживання гострого предмета або медична процедура, як-от колоноскопія, непрохідність кишки наприклад, від завороту, рак товстої кишки або дивертикуліт, виразка шлунка, ішемія кишки та ряд збудників інфекційних захворювань, у тому числі C. difficile.  Отвір дозволяє вмісту кишки потрапляти в черевну порожнину. Потрапляння бактерій призводить до стану, відомого як перитоніт, або до утворення абсцесу. Перфораця стінки шлунку також може призвести до хімічного перитоніту через кислоту шлунка. КТ, як правило, є кращим методом діагностики; проте вільне повітря від перфорації часто можна побачити на звичайному рентгенівському знімку.
Перфорація в будь-якому місці шлунково-кишкового тракту вимагає невідкладної операції у вигляді діагностичної лапаротомії. Зазвичай це проводиться разом із внутрішньовенним введенням рідин та антибіотиків. Можна використовувати рнизку різних антибіотиків, таких як піперацилін/тазобактам або комбінація ципрофлоксацину та метронідазолу. Іноді отвір можна зашити, а в інших випадках потрібна резекція кишки. Навіть при максимальному лікуванні ризик смерті може досягати 50 %. Перфорація виразки шлунка зустрічається приблизно у 1 на 10 000 осіб на рік, а перфорація при дивертикуліті — приблизно у 0,4 на 10 000 осіб на рік.

## Клінічні прояви
Ознаки та симптоми можуть включати раптовий біль в епігастрії праворуч від серединної лінії, що вказує на перфорацію виразки дванадцятипалої кишки, тоді як перфорація виразки шлунка проявляється пекучим болем в епігастрії з метеоризмом і диспепсією.
При перфорації кишки біль починається у місці перфорації (проєкційно) і поширюється по животу.
Перфорація шлунково-кишкового тракту призводить до сильного болю в животі, який посилюється при русі, нудоті, блюванні та Гематемезису. Пізніші прояви включають гарячку, іноді з ознобом. У будь-якому випадку живіт стає напруженим та болісним. Через деякий час живіт затихає і звідусіль чути тони серця. У хворого зникає перистальтика і рухи, живіт надувається.
Розрив стравоходу проявляється сильним раптовим болем у грудях.

## Причини
Основні причини включають виразку шлунка та дванадцятипалої кишки, апендицит, рак шлунково-кишкового тракту, дивертикуліт, запальні захворювання кишки, синдром верхньої брижової артерії, травми, судинний синдром Елерса-Данлоса та аскаридоз. Висипний тиф, нестероїдні протизапальні препарати, ковтання корозійних речовин також можуть бути відповідальними.
Вживання кількох магнітів також може призвести до перфорації, якщо магніти притягуються та прилипають один до одного через різні петлі кишки.

## Діагностика
На оглядовій рентгенограмі черевної порожнини видно газ. Він легко візуалізується на рентгенівському знімку, коли пацієнт знаходиться у вертикальному положенні. Перфорацію часто можна візуалізувати за допомогою комп'ютерної томографії. Білі кров'яні клітини часто підвищені.

## Лікування
Майже завжди потрібне хірургічне втручання у вигляді діагностичної лапаротомії та закриття перфорації з промиванням очеревини. Іноді такі лікувальні маніпуляції можна виконувати лапароскопічно. Метòду Грехема можна використовувати для хірургічного лікування перфорації дванадцятипалої кишки. Також проводиться втручання за Опелем — Полікарповим чи Целланом — Джонсом.
Консервативне лікування, яке включає внутрішньовенне введення рідини, антибіотики, назогастральную аспірацію та щадіння травного тракту, показано лише у випадку, якщо людини відсутня інтоксикація та вона є клінічно стабільна.